# Carae rosae respirate
Carae Rosae Respirate, RV 624, és un motet compost per Antonio Vivaldi a partir d'un text anònim en llatí. Està escrit en la tonalitat de sol major i dins l'habitual estil líric italià del barroc. Com en els motets introductoris, peces que precedien algunes grans obres de Vivaldi, els textos no són litúrgics, sinó versions lliures en llatí d'autor desconegut. La partitura està incompleta, ja que falta la part del segon violí i la viola. Aquest motet per soprano, corda i baix continu és l'únic de Vivaldi que es conserva fora d'Itàlia.

## Els motets de Vivaldi
A l'època en què vivia Vivaldi, el motet per a veu solista era la variació sacra del gènere de la cantata "amb stromenti": una veu solista –sempre soprano o contralt en l'obra de Vivaldi–, amb el suport de tota la corda; en l'esquema formal, alternaven les àries i un recitatius compostos a partir d'un text de la poesia devocional escrit en llatí, amb referències opcionals o paràfrasi bíbliques. Aquestes composicions lleugeres eren un complement paralitúrgic molt flexible, útil per a ser inserit en les ocasions més diverses de l'ordinari de la missa, sobretot perquè el seu text estava marcat per una reflexió poètica-religiosa neutra, sense referències directes. S'anomenava "motet per a tots els temps" i es podia utilitzar en diferents setmanes del calendari litúrgic i, més rarament, destinades a una celebració concreta. Pel que fa a la interpretació, no s'ha de fer massa cas del gènere del cantant. És cert que sovint es personalitzaven, pensant en una intèrpret concreta (Anna Giraud o alguna noia de la Pietà); però l'elecció d'una cantant femenina o un cantant masculí era una decisió sovint molt pragmàtica en funció del que hi havia per a l'execució.
L'Ospedale della Pietà tenia regulat des de 1710, que el seu «Maestro di coro» estava obligat a proporcionar, entre altres composicions litúrgiques, dos motets nous al mes. Hi havia un gran consum d'aquests tipus de peces. A Vivaldi, el 1715, després de dos anys a la Pietà, li pagaren honoraris relacionats amb "una missa sencera, un "Vespre", un oratori, més de trenta motets, i altres tasques. Per tant, aquests "més de trenta motets" eren el resultat d'aproximadament un any i mig de treball i, fins al 1716 que seria nomenat director, n'hauria compost uns 24 més; i sabem segur que n'hi ha 11 més que estan certificats com a entregats el 1739. Amb tot, es podria fer una estimació d'entre 65 i 70 motets, sens dubte, per a la Pietà. A aquests cal afegir un nombre desconegut de motets escrits per a altres institucions i ocasions: durant la seva estada a Roma (1723-224) (es coneixen tres motets d'aquest període, RV 623, 626 i 631), que tenia relacions amb la Basílica del Santo di Padova (probablement, la composició del RV 634) i que va enviar altres a la Cort de l'Electorat de Saxònia, ja que dos motets (RV 627 i 632), acabaren en la col·lecció de Zelenka. No és clar si els "«Mottetti alla sera»" esmentats en un rebut de pagament per serveis realitzats durant la estada triomfal de Vivaldi a Vicenza el 1713, eren composicions seves. Amb tot això, actualment, de Vivaldi, ens han arribat manuscrits d'un petit nucli de 12 motets, més 8 "introduccions". D'aquests dotze, dos són incomplets: Carae rosae respirate (RV 624) i Invicti bellate (RV 628).

## Estructura i anàlisi musical
Està escrit per a soprano solista. Denis Arnold va proposar la frase "concert per a veu" per descriure aquests motets de Vivaldi. Es conserva fora d'Itàlia en dues col·leccions de manuscrits a Londres: un conjunt de peces en el Royal College of Music i una partitura a la British Library. Coincideix en la seva incompletesa amb la Cantata "Perche son molli", RV 681, que també es troba a Anglaterra, probablement formant part d'un mateix enviament de partitures amb les parts instrumentals per separat cap el 1715.
L'obra, en la tonalitat de sol major, té una estructura en quatre moviments i amb les següents característiques musicals:
| Moviment                       | Instrumentació               | Forma     | Tempo       | Tonalitat |
| ------------------------------ | ---------------------------- | --------- | ----------- | --------- |
| 1. «Carae rosae respirate»     | soprano, violins I/II i b.c. | ària      | allegro     | sol major |
| 2. «Si fontes venti et flores» | soprano i b.c.               | recitatiu | (recitatiu) | ...       |
| 3. «Cor ardeat amore»          | soprano, violins I/II i b.c. | ària      | largo       | mi menor  |
| 4. «Alleluia»                  | soprano, corda i b.c.        | ària      | allegro     | sol major |

## Text
Els textos dels motets del segle xviii poques vegades eren peces de fina poesia llatina; el viatger francès Pierre-Jean Grosley els va descriure com a ""una mala combinació de paraules llatines, on les barbarismes i els solecisme són més comuns que el sentit i la raó".